# Happy Valley (Nowy Meksyk)
Happy Valley – jednostka osadnicza w Stanach Zjednoczonych, w stanie Nowy Meksyk, w hrabstwie Eddy.